# Avantguarda de la Joventut Roja
L'Avantguarda de la Joventut Roja (AKM; rus: Авангард красной молодёжи; Avangard krasnoy molodyozhi) és una organització juvenil comunista russa i d'altres països de l'òrbita soviètica, fundada al 1999.
El nom de l'organització és l'acrònim d'AKM, un model de la coneguda família de fusells d'assalt Kalashnikov. La seva estructura organitzativa utilitza terminologia militar: esquadres, batalló, brigada.
Des del mateix any de fundació fins al 2004 va ser l'ala juvenil de Rússia Laborista, posteriorment del PCUS d'Oleg Shenin. El 3 de març de 2007, l'AKM va participar en la Marxa dels Descontents de Sant Petersburg, una de les majors manifestacions de l'oposició dels darrers anys. També ha organitzat desenes de concentracions més petites i ha participat en moltes protestes, com ara enfrontaments violents amb la policia.
Posteriorment al 2008 van participar de la creació del Front d'Esquerres, absorbint la seva militància i reduint notablement l'activitat de l'AKM fins a data d'avui, que tot i no haver-se anunciat la congelació o dissolució de l'organització, sembla que de facto ha deixat d'existir. La darrera trobada federal va ser realitzada a l'agost de 2014.